# Mazrah
Mazrah (persiska: مزره) är en ort i Iran.   Den ligger i provinsen Kurdistan, i den nordvästra delen av landet, 500 km väster om huvudstaden Teheran. Mazrah ligger 1 518 meter över havet och antalet invånare är 196.
Terrängen runt Mazrah är huvudsakligen kuperad. Mazrah ligger nere i en dal. Runt Mazrah är det ganska glesbefolkat, med 50 invånare per kvadratkilometer. Närmaste större samhälle är Qabāghlū, 18,5 km nordväst om Mazrah. Trakten runt Mazrah består i huvudsak av gräsmarker.